# Akkese, Beşikdüzü
Akkese là một xã thuộc huyện Beşikdüzü, tỉnh Trabzon, Thổ Nhĩ Kỳ. Dân số thời điểm năm 2011 là 629 người.